# 初戀日出 / Just Try! / 美麗的山茶花
《初戀日出 / Just Try! / 美麗的山茶花》（初恋サンライズ/Just Try!/うるわしのカメリア）是日本的女子偶像組合山茶山工廠的主流出道單曲。2017年2月22日由zetima發售。

## 概要
- 主流出道單曲。
- 此單曲有7個版本，分別有「初回生產限定盤A、B、C、SP」和「通常盤A、B、C」。
- 在Oricon公信榜單曲週榜取得第3名。
- 初戀日出亦獲得第50回日本有線大賞新人賞提名及受賞。

## 收錄内容

### 初回生產限定盤A、通常盤A
CD
1. 初戀日出
（作詞：井筒日美、作曲：山田祐輔、編曲：近藤圭一）
2. Just Try!
（作詞、作曲：淳君、編曲：大久保薰）
3. 美麗的山茶花
（作詞：兒玉雨子、作曲、編曲：加藤裕介）
4. 初戀日出 (Instrumental)
5. Just Try! (Instrumental)
6. 美麗的山茶花 (Instrumental)

DVD（初回生產限定盤A）
1. 初戀日出（MV）

### 初回生產限定盤B、通常盤B
CD
1. 初戀日出
（作詞：井筒日美、作曲：山田祐輔、編曲：近藤圭一）
2. Just Try!
（作詞、作曲：淳君、編曲：大久保薰）
3. 美麗的山茶花
（作詞：兒玉雨子、作曲、編曲：加藤裕介）
4. 初戀日出 (Instrumental)
5. Just Try! (Instrumental)
6. 美麗的山茶花 (Instrumental)

DVD（初回生產限定盤B）
1. Just Try!（MV）

### 初回生產限定盤C、通常盤C
CD
1. 初戀日出
（作詞：井筒日美、作曲：山田祐輔、編曲：近藤圭一）
2. Just Try!
（作詞、作曲：淳君、編曲：大久保薰）
3. 美麗的山茶花
（作詞：兒玉雨子、作曲、編曲：加藤裕介）
4. 初戀日出 (Instrumental)
5. Just Try! (Instrumental)
6. 美麗的山茶花 (Instrumental)

DVD（初回生產限定盤C）
1. 美麗的山茶花（MV）

### 初回生產限定盤SP
1. 初戀日出
（作詞：井筒日美、作曲：山田祐輔、編曲：近藤圭一）
2. Just Try!
（作詞、作曲：淳君、編曲：大久保薰）
3. 美麗的山茶花
（作詞：兒玉雨子、作曲、編曲：加藤裕介）
4. 初戀日出 (Instrumental)
5. Just Try! (Instrumental)
6. 美麗的山茶花 (Instrumental)

DVD
1. 初戀日出（Dance shot）
2. Just Try!（Dance shot）
3. 美麗的山茶花（Dance shot）

## 外部連結
- 山茶花 Factory官方網站（页面存档备份，存于）（日語）
- YouTube上的《初戀日出》PV
- YouTube上的《Just Try!》PV
- YouTube上的《美麗的山茶花》PV